# Afrobrunnichia erecta
Afrobrunnichia erecta là một loài thực vật có hoa trong họ Rau răm. Loài này được (Asch.) Hutch. & Dalziel mô tả khoa học đầu tiên năm 1927.